# Soupis kvaternů Desk zemských
Soupis kvaternů Desk zemských uložených v Národním archivu v Praze
(v. – DZV; m. – DZM; st. – DZSt)

## I. Kvaterny trhové (smlouvy, které zapisovali úředníci jako diktát)
Pro obnovení zápisů z výpisů založený kv. černý 1542-44 (v. 2.); z výpisů pod pečetí červený I. 1542 až 1543 (v. 3); červený II. 1544-1606 (v. 6); kde sobě sami kladou communitatis 1542-52 (v. 250), červený 1554 (v. 252), načež po prošlých létech zemských vepsány v dsky communitatis druhé 1550-1613 (v. 251). 
Pravidelnou řadu tvoří kv.: černý 1541 (v. 1)(dostupné online), červený 1542 (v. 4)(dostupné online), červený 1543 (v. 5), černý 1544 (v. 7), bílý 1546 (v. 8), brunátný 1549 (v. 9), žlutý 1551 (v. 10), modrý 1553 (v. 11), černý v moru založený 1554 (v. 253), lvový 1555 (v. 12), zelený 1557 (v. 13), bílý 1561 (v. 14), žlutý 1564 (v. 15), červený 1567 (v. 16), bílý 1570 (v. 17), modrý 1573 (v. 18), hřebíčkový 1576 (v. 19), tělný 1578 (v. 20), blankytný 1580 (v. 21), šerý 1583 (v. 22), zelený 1585 (v. 23), černý kropený 1587 (v. 24), sivý 1589 (v. 25), fialový 1591 (v. 26), rudý 1593 (v. 27), rozinový 1595 (v. 127), plavý 159° (v. 128), popelatý 1599 (v. 129), růžový 1600 (v. 130), šedivý 1602 (v. 131), zlatý 1603 (v. 132), nebeské barvy 1606 (133), stříbrný (v. 134), lazurový 1610 (v. 135), stříbrný druhý 1612 (v. 136), červený 1614 (v. 137), papouškový 1616 (v. 138), karafiátový 1617 (v. 139), višňový 1620 (v. 140), žlutý nový 1622 (v. 141); současně kropený pro cizince 1622 a proměnné barvy pro cizince 1626-28 (153 a 154), zelený nový napravení desk 1623 (v. 254), měděný 1624 (v. 142), zlatý druhý 1628 (v. 143), zl. třetí 1630 (v. 144), bílý v městě Budějovicích českých 1632 založený (v. 255), zelený 1635 (v. 145), tělný druhý 1637 (v. 146), těl. třetí 1640 (v. 147), citronový 1643 (v. 148), citr. druhý 1645 (v. 149), bílý druhý v Budějovicích založený 1649 (v. 256), zlatý černý v čas švédské moci 1649 (v. 257), pomerančový 1650 (v. 150), stříbrný třetí 1651-52 (v. 151). Na to obsah rozdělen do těchto oddílů: 
a) trhových vkladů a odevzdání statků od I. 1650-1794 v kv. č. (v. 551, 152, 466-77, 549, 550); 
b) kšaftů a poručenství z let 1653-1795 (v. 261-279, 258, 260, 357-378, 455-65; st. 41); 
c) smluv svatebních a zápisů věnních od 1658 až 1794 (v. 381-388); 
d) addirování (hlášení se k dědictví) z l. 1651-1794 (v. 478-89);
e) majestátů 1652-1794 (v. 552 až 569);
f) konsensů královských ku trhům; kv. trh fialový druhý 1652-92 (st. 34). 

## II. [Desky] zápisné větší (pro dluhy nad 100 kop gr.)
a) Shořelé zápisy obnoveny v kv. červeném výpisů 1542 až 1551 (v..84) a běžné pokračují: lvový 1541 (v, 83), červený 1545, zelený 1551 (v. 86), bílý 1558 (v. 87), černý 1566 (v. 88), popelatý 1576 (v. 89), žlutý 1581- (v. 90), brunátný 1590 (v. 91), rozinový 1597 (v. 92), fialový 1602 (v. 93), zlatý 1608 (v. 94), stříbrný 1613 (v. 95), hřebíčkový nový 1622 (v. 96), hř. druhý 1634 (v. 97), fialový 1650 (v. 98) atd. až do r. 1794 (v č. 99-111, m. 241, v. 205-34, 329-55, 428-54 522-548, 617);
b) pro nemající na dědinách pozemních zřízen kv. tulipánový nový r. 1675 (m. 240); 
c) pro židy r. 1755 (m. 618) a druhý r. 1789 (v. 619);
d) kvaterny kvitování šedivý první až šestý 1747-56 (v. 807-12), žlutý první až šestý z r. 1758-71 (v. 813-18), zelený první až šestý 1771-80 (v. 819-24), modrý první až šestý 1781-1788 (v. 826-31), červený první až šestý 1789-94 (v. 777, 785-86, 778, 779). 

## III. [Desky] zápisné menší (pro dluhy pod 100 kop gr)
Obnovení shořelých v kv. červeném výpisů 1542-57 (v. 249), pokračování řady tvoří: lvový (plavý) 1541 (m. 226), červený 1544 (m. 227), zelený 1547 (m. 228), plavý 1551 (m. 229), žlutý 1554 (m. 230), bílý 1557 (m. 231), popelatý 1560 (m. 232), černý 1566 (m. 233), hřebíčkový 1572 (234), tělný 1580 (m. 225), rudý 1592 (m. 236), stříbrný 1609 (m. 237), pomerančový nový 1622-1780 (m. 238), zápisů dlužních a hypothek per modum contractus zdělaných rozinový 1674 (m. 239).

## IV. [Desky] památné (smlouvy, které opisovali úředníci z originálu
– vloženo až delší dobu po uzavření smlouvy a ve většině na základě soudního sporu před zemským soudem):
Pro obnovení desk zřízeny: kv. červený 1542-44 (v. 42) a šerý výpisů 1544-95 (v. 45). Běžnou řadu tvoří kv.: černý 1541 (v. 41), červený 1543 (v. 43), červený 1544 (v. 44), černý 1545 (v. 45), žlutý 1547 (v. 47), bílý 1549 (v. 48), zelený 1550 (v. 49), brunátný 1552 (v. 50), tělný 1554 (v. 51), lvový 1556 (v. 52), modrý 1557 (v. 53), žlutý 1559 (v. 54), bílý 1561 (v. 55), popelatý (v. 56), černý 1564 (v. 57), bílý 1566 (v. 58), hřebíčkový 1568 (v. 59), zelený 1570 (v. 60), červený 1573 (v. 61), rozinový 1575 (v. 62), plavý 1577 (v. 63), blankytný 1578 (v. 64), černý 1580 (v. 65), brunátný 1583 (v. 66), rudý 1584 (v. 67), červený 1586 (v. 68), pomerančový 1588 (v. 69), modrý 1589 (v. 166), lazurový 1590 (v. 167), fialový 1591 (v. 168), papouškový 1592 (v. 169), zlatý 1594 (v. 170), stříbrný 1596 (v. 171), sivý 1597 (v. 172), višňový 1598 (v. 173), bílý kropený 1600 (v. 174), karafiátový 1600 (v. 175), zelený (třetí) 1601 (v. 176), železný 1602 (v. 177), růžový 1604 (v. 178), černý nový 1605 (v. 179), bílý nový 1606 (v. 180), žlutý nový 1607 (v. 181), červený nový 1608 (v. 182), lazurový druhý 1610 (v. 183), stříbrný druhý 1611 (v. 184), růžový druhý 1612 (v. 185), modrý nový 1613 (v. 186), nebeské barvy 1614 (v. 187), pomerančový 1615 (v. 188), hřebíčkový nový 1615 (v. 189), lvovy nový 1616 (v. 190), blankytný druhý 1617 (v. 191), papouškový 1618 (v. 192), mořské barvy 1620 (v. 193), rozinový druhý 1622 (v. 194), rudý druhý 1623 (v. 292), ořechový 1624 (v. 293), popelatý druhý a tř. 1627 a 1628 (v. 294-95), černý 1629 (v. 296), zlatý třetí 1630 (v. 297), zelený (čtvrtý) 1630 (v. 298), kropený druhý 1635 (v. 299), zelený pátý 1637 (v. 300), měděný první 1639 (v. 301), zelený zlatý 1641 (v. 302), liliový nový 1643 (v. 303), zelený cypřišový 1645 (304), zelený cypřišový druhý 1648 (v. 305), růžový 1650 (v. 306), ořechový dr. a tř. 1651, 1652 (v. 307-08), měděný dr. a tř. 1654, 1655 (v. 309 až 310), zelený šestý 1656 (v. 311), nebeské barvy druhý až šestý 1658-65 (v. 312-16), mořské barvy druhý až šestý 1667-74 (v. 317 až 318, 389-91), zelený cypřišový třetí až šestý 1676-80 (v. 392-95), růžový čtvrtý až šestý 1682-85 (v. 396-98), bílý liliový druhý až šestý 1687-94 (v. 399-403), zlatý čtvrtý až šestý 1695-98 (v. 404-06), měděný čtvrtý až šestý 1700-03 (v. 407-09), pomerančový třetí až šestý 1705-10 (v. 410-13), stříbrný třetí až šestý 1711-15 (v. 414, 490-92), modře zlatý první až šestý 1717-23 (v. 493-98), tělný druhý až šestý 1726-31 (v. 499-503), višňový druhý až šestý r. 1733-39 (v. 504-08), železný druhý až šestý 1740-50 (v. 584-89), žlutý červený druhý až šestý 1752-57 (v. 589 až 931), papouškový třetí až šestý 1759-66 (v. 594-97), granátový první až šestý 1768-77 (v. 598-603), lvový třetí až šestý 1781-88 (v. 604-06, 684), tygrový první až šestý 1789 až 1795 (v. 686-90). 

## V. Kvaterny artykulů sněmovních
a) česky psaných: červený 1541-82 (st. 1), bílý 1583-1602 (st. 2), zelený 1603-10 (st. 3). černý 1611-15 (st. 5). červený druhý a třetí 1627-59 (st. 6-7), modrý první až pátý 1660-1738 (st. 8-12). 
b) německy psaných: železné barvy první až šestý 1627 až 1732 (st. 13-18), zelený druhý 1736-1844 (st. 19-23). 

## VI. Kvaterny relací ze sněmu
červený 1541-49 (st. 42), bílý 1549-56 (st. 43), brunátný 1556-62 (st. 44), bílý 1562-75 (st. 45), fialový 1575-82 (st. 46), žlutý 1582 až 1589 (st. 47), zelený 1589-94 (st. 48), modrý 1594-99 (st. 49), tělný 1599-1600 (st. 50), zlatý 1603-06 (st. 51), stříbrný 1606 až 1610 (st. 52), černý 1611-15 (st. 53), zelený 1615-20 (st. 54). 

## VII. Kvaterny dědičných přísah, nobilitací a přijetí do stavu.
a) složení dědičné přísahy (iuramentum fidelitatis): břeskvový první až šestý 1644-1719 (st. 55-60), šarlachový první 1720-83 (v. 680-83); 
b) nobilitace a erbu dání: nový kropený 1657 až 1731 (st. 38), druhý 1732-1767 (st. 39), třetí od r. 1769 (st. 40); ve spojení s dědičnou přísahou a přiznáním se k zemi až do r. 1868 (st. 61-63); 
c) přiznání se k zemi a k stavu: kv. trhový třetí fialový 1692-1730 (st. 35), čtvrtý 1730-1771 (st. 36), pátý 1772 až 1824 (st. 37); 
d) kv. průvodů na stavy, »pro ty osoby, které od JMKské buď do stavu přijaty neb approbací stavů obdržely«: nový rubínové barvy 1694-1747 (st. 31). 

## VIII. Desky půhonné
a) červené z roku 1539 (m. 1), bílé 1541 (m. 41), brunátné 1545 (m. 91), zlaté 1549 (m. 96), tělné 1551 (m. 85), černé 1552 (m. 21), hřebíčkové 1553 (m. 119), červené 1554 (m. 2), bílé druhé 1555 (m.42), lvové 1556 (m. 129), zlaté 1558 (m. 97), černé 1559 (m. 22), červené 1560 (m. 3), černé 1560 (m. 23), popelaté 1561 (m. 125), lvové 1563 (m. 130), bílé třetí 1564 (m. 43), červené 1566 (m. 5), bílé čtvrté 1568 (m. 44), proměnlivé 1569 (m. 158), proměnlivé druhé 1570 (m. 124), modré 1572 (m. 108), bílé páté 1754 (m. 45), bílé šesté 1575 (m. 46), modré 1577 (m. 110), brunátné 1578 (m.93), hřebíčkové 1580) m. 120), popelaté 1581 (m. 126), pomerančové 1582 (m. 170), brunátné 1583 (m. 94), bílé sedmé 1584 (m. 47), černé 1595 (m. 25); 
b) [Desky] půhonných a obeslaných pří: černý 1591 až 1598 (m. 24), černý druhý 1601-1616 (m. 26), č. třetí 1617-20 (m. 29); 
c) [Desky] půhonné pro židy: rozmanité barvy z r. 1644 (m. 159); d) důhony: kv. z r. 1589 (m. 73), lvový z r. 1600 (m. 131). 

## IX. Kvaterny obeslání
a) obeslání o vklady: zelený 1542 (m. 76); 
b) obeslání ke dni úternímu 1541-1623 (m. 31, 118, 117, 133); 
c) červený 1541 (m. 9), červený 1554 (m. 10), zelený 1555 (m. 77), žlutý 1563 (m. 100), červený 1574 (m. 11), zelený 1577 (m. 78), hřebíčkový 1580 (m. 122), žlutý 1581 (m. 101), červený 1596 (m. 12), červený 1610 (m. 14), blankytný první až pátý 1623-1773 (v.738-742); 
d) obeslání rozličných k nálezům a výpověděm JMstí: bílý 1541 (m. 63), zlatý 1589 (m. 89), černý 1562 (m. 32), kv. z r. 1608 (m. 79); obeslání a žaloby k soudu zem. většímu: a) české: proměnné barvy první až čtvrtý 1628-1670 (m. 152-55); b) německé: popelatý první až pátý 1629-1757 (m.212-15, v. 825); 
e) před úředníky menší: lvový 1542-43 (m. 132); 
f) obeslání ke 4, 6 a 12 nedělím: bílý první až čtvrtý 1631-1732 (v.743-46); 
g) obeslání ke 4 a 12 nedělím: z r. 1596-1821 (m. 34, 146, 173, 174, v. 242-48); 
h) obeslání ke 4 nedělím 1585-1623 (m. 115, 191, 13, 127, 117, 175); 
ch) obeslání ke 12 nedělím: červený 1609 (m. 146); 
i) obeslání k 6 nedělím: fialový 1650 (m. 189); 
j) obeslání k sirotčím dnům: blankytný 1595 (m. 172), pomerančový nový 1623 (m. 146); 
k) obeslání k jistému dni: 1601-1660 (m. 116, 66, 33, 67, 134, 80, 81); 
l) obeslání k přijímání peněz a vyčítání: bílý 1560 (m. 64); 
m) kv. rozepří na suplikací podaných: žlutý 1591 (m. 224), žl. druhý 1602 (m. 225), kropenatý bílý první až čtvrtý 1624 až 1784 (v. 691-94); 
n) septimae litis: černý žlutý první a druhý 1671-1724 (v. 582 až 583). 

## X. Jiné knihy soudní
a) kv. listů poselacích soudu zemského: žlutý 1542 až 1582 (m. 128), brunátný 1583-1606 (m. 95), zelený 1607-23 (m. 183), dunajské barvy první až šestý 1624-1735 (m. 177-182), zelený druhý a třetí 1741 a 1748 (m. 184, 185); 
b) kv. relací JMstí pánů a vladyk ze soudu zem. většího zeleně zlatý 1680 (m. 221); 
c) listů přiznání: štráfový 1542 (m. 171); 
d) kv. relací od soudu komorního: hřebíčkový 1541 (m. 123), kv. od r. 1552-64 (m. 217), černý 1564-84 (m. 218), zelený 1584 až 1610 (m. 219), žlutý 1610-46 (m. 107), pomerančový druhý až čtvrtý 1646-1739 (v. 579-81), kropenatý první 1753-57 (v.736-7); 
e) relací žalob a obeslání komorního soudu a úřadu purkrabského: zelený stříbrný první až třetí 1718-1756 (v. 576-78); mocí generálních a relací od soudu purkrabského [Desky] bílý konvalinkový první až šestý 1645-1751 (v. 421-426), balsaminovy první z r. 1707 (v. 477);. 
f) registra platů komorních: černý 1541-62, 71-73 (st. 24), reg. z r. 1574-97 (st. 25), reg. z [Desky] 1598-1661 (st. 26); 
g) registra škodní: mřížový 1542 (150), lvový 1545 (m. 134), mřížový 1550 (m. 151), lvový 1557 (m. 135), černý 1562 (m. 30), žlutý 1571 (m. 102), žlutý 1579 (m. 103), červený 1590 (m. 17), zelený 1600 (m. 75), zlatý 1606 (m. 90), červený 1617 (m. 18), červený druhý 1647, třetí 1706-62 (m. 19, 20); 
h) registra starostova: zelená 1548 (m. 68), zelená 1558 (m. 69), tělná žlutá 1563 (m. 157). Tohoto roku rozděleny na:
ch) reg. star. půhonná (k odporům): žlutá modrá 1564 (m. 162), tělná 1565 (m. 86), červená 1566 (m. 164), červená 1568 (m. 6), proměnlivé barvy 1570 (m. 156), modrá 1573 (m. 109), rudá 1576 (m. 136), brunátná 1578 (m.. 73), zelená 1579 (m. 71), červená 1580 (m. 4), šupinatá (?) 1583 (m. 160), brunátná 1583 (m. 94), tělná 1585 (m. 7), červená 1588 (m. 8), šupinatá (?) 1591 (m. 161), rudá 1593 (m. 137), višňová 1597 (m. 190), zelená 1599 (m. 72), modrá 1601 (m. 111), tělná 1605 (m. 87), tělná 1606 (m. 88), zlatá 1608 (m. 98), zlatá 1609 (m. 99), žlutá modrá 1610 (m. 163), černá 1611 (m. 27), bílá osmá až čtrnáctá 1612-21 (m. 48-54), černá 1623 (m. 28), višňová 1620 (m. 208); 
i) práv vedení: bílá 1564 (m. 168), červeně zelená 1567 (m. 148), žlutá kropenatá 1570 (m. 165), zelená 1573 (m. 166), tělná 1576 (m. 82), bílá zelená 1578 (m. 167), rudá 1580 (m. 139), červeně žlutá 1583 (m 147), tělně zelená 1586 (m. 149), modrá 1589 (m. 112), bíle modrá 1591 (m. 143), rudá 1593 (m. 140), tělně žlutá 1595 (m. 176), višňová 1597 (m. 207), zelená 1599 (m. 74), modrá 1601 (m. 113), červená 1603 (m. 39), tělná 1605 (m. 83), bílá červená 1607 (m. 142), žlutá 1608 (m. 104), černá 1610 (m. 35), bílá druhá 1612 (m. 55), černá 1613 (m. 36), bílá třetí až osmá 1614-24. (m. 56 až 61), bílá modrá 1625 (m. 145), rudá 1628 (m. 141), pergamenová 1630 (m. 62), červená 1634 (m. 40), modrá 1643. Zde opětně se rozdělují, a to na 
k) práv vedení a úmluv: žlutá 1657 (m. 105), žlutá druhá 1678-1782 (m. 106); 
l) na práv vedení soudní (panování atd): modrá 1645 (m. 114), zelená 1651 (v. 116), nebeské barvy 1664 (v. 114), popelatý první a druhý 1666-76 (v. 115-6), popelatý včas moru 1680 (m.222), růžový první až šestý 1685-1727 (v. 117-122), modrý bílý první až šestý 1733-1769 (v. 123-236), červený karmasinový první až třetí 1775-1786 (v. 237-9). Pouze zvody obsahují citronový kv. první a druhý 1677-1726 (v. 240-41); 
m) registra deposicí [Desky] bílý červený 1577 (m. 192), bílý černý 1583 (m. 193), bílý, červený, zelený (m. 194), zelený 1589 (m. 195), červený 1597 (m. 196), zlatý 1602 (m. 197), stříbrný první až pátý 1618-1690 (m. 198 až 202); 
n) kv. přísah poručníků: české, pomerančový nový 1642 (m. 210), něm., bílý nový 1644 (m. 211); 
o) kv. odporních pří a o mordy: červený 1590-1618 (m. 209), modrý první až šestý z r. 1623-1757 (m. v. 710-15), zvláště pak odporních pří kolumbinový první až čtvrtý 1721-86 (v. 716-19.); 
p) kv. deposicí svědomí listovního: zelený 1605 (m. 204), bílý 1620 (m 205); 
q) kv. kridy: zelený nový 1628 (m 188), brunátný třetí až šestý 1783-94 (v. 415-418). K tomu náleží i černěžlutý první z r. 1793-94 (v. 515); 
r) kv. moratorium: šedý nový z r. 1646 (m. 216), pomerančový nový 1650-96 (m. 217). 
ř) Z desk památných povstaly: kv. cedulí dílčích: zeleně zlatý druhý až šestý 1655-76) v.70-74), karafiátový druhý až šestý 1677-97 (v. 75-9), ořechový čtvrtý až šestý 1697-1708 (v. 80-82), rozinový třetí až šestý 1708-25 (v. 195-98), skořicový první až šestý 1726-53 (v. 199 až 204), lazurový třetí 1754-63 (v. 319-22), narcisový první až šestý 1766-80 (v. 323 až 328), fialkový druhý a třetí 1791-94 (v. 419 až 420). 
s) Kv. relací: nebeské barvy první až třetí 1622-31 (v. 620-22), pomerančový nový 1637 (v. 623), rozmarinový nový a druhý 1641, 1645 (v. 624-5), zeleně zlatý první až šestý 1650-76 (v. 626-31), modrý zlatý první až šestý 1689-1707 (v. 632-37), červený druhý až šestý 1712-1728 (v. 638-42), zlatý druhý až šestý 1731-45 (v. 643-47), rozmarinový třetí až šestý 1748-54 (v. 720-23), nebeské barvy čtvrtý až šestý 1758-66 (v. 724-26), ranunkulový první až šestý 1769-80 (727-32), hyacinthový první až třetí 1782 až 1794 (v. 733-35). 
š) Kv. rozdílných výpovědí mezi věřiteli: kropený tulipánový první až šestý 1645-1732 (v. 5t6-21), kopřivový první až šestý 1735-51 (607-612), bodlákový první až čtvrtý 1763-94 (v. 613-16). K tomu druží se černě žlutý první 1793 (v. 515). 
t) oblatio bonorum: tristaminový první až šestý 1646-1785 (v. 509-514). 
u) Kv. odhadů: lvový druhý až šestý 1655-94 (v. 28-32), železný první až šestý 1694-1708 (v. 33-8), měděný druhý až šestý 1709-1715 (v. 39-157), ořechový první až šestý 1716-1738 (v. 158-63), slaměný první až šestý 1739-47 (v. 164-5, 280-3), olověný první až šestý 1748-57 (v. 284-9), bílý včeličkový 1776-94 (v. 290-1, 379, 380). 
v) Kv. odhadů pro nezaplacení subsidii extraordinarii JMCské r. 1706 až 1709, černě liliový (st. 32). 
w) Kv. listů odhadních kropenatý 1726 (m. 242). 
x) Kv. listů obranních zeleně zlatý 1724 (m. 186), zeleně zlatý druhý 1760 (m. 187). 
y) Kv. condictionum bílý první až šestý 1713-49 (v. 648-53), kropený první až šestý 1744-62 (v. 654-59), květinový první až šestý 1766 až 1779 (v. 660-665), trnkový první až šestý 1781-89 (v. 666-671), ananasový první až šestý 1790-93 (v. 672-77), hnědý první a druhý z r. 1794 (v. 678-9). 

## XI. Miscellanea.
a) Kv. novell a deklaratorií: červený karmasinový první až čtvrtý 1647-1781 (m. 249-52), 
b) informací a relací: rozínový první a druhý 1651-1814 (st. 27, 28), 
c) manuale decretorum: 1711 až 1787 (m. 243-48, v. 571-75), 
d) manuale reskriptů: slunečné barvy 1723 (st. 33), z r. 1748 (m. 253), 
e) manuale proclamationum z r. 1762 (m. 254), 
f) zasednutí JM. pánů a vladyk do soudu zem. většího: tělný první a druhý 1676-1774, 
g) kv. vyměření rad a úředníků pražských menších desk z.: duhový první až šestý 1639-1738 (v. 695-700), červený korálový první až šestý 1748-1779 (v. 701-706), aurikulový první až třetí 1781-1794 (v. 707-9), 
h) manuale fundationum (v. 570).